# OStatus
OStatus — открытый протокол федеративных социальных сетей, позволяющий пользователям одного интернет-сервиса получать и отправлять сообщения пользователям другого интернет-сервиса. OStatus описывает, как протоколы PubSubHubbub, ActivityStreams, Salmon, Portable Contacts и Webfinger можно использовать вместе, чтобы разные реализации серверов могли обмениваться данными между собой.

## История
Протокол OStatus использовался для взаимодействия узлов StatusNet, таких как identi.ca и Status.Net. Однако Позднее OStatus был внедрён во Friendica. В январе 2012 года была создана группа сообщества OStatus на W3C. Протокол также использовался в Mastodon, но в версии 3.0.0 поддержка OStatus была прекращена. Pleroma также поддерживала протокол OStatus до 2.0.0.

## Технология
Сервер, работающий с протоколом OStatus, создаёт ленту в формате Atom из сообщений пользователей сервера, которые доставляются их подписчикам с помощью протокола PubSubHubbub. Ответы на сообщения пользователей доставляются с помощью протокола Salmon, а другие функции микроблогов, такие как добавление сообщений в избранное, реализованы с помощью протокола ActivityStreams.